# 아제르바이잔어

아제르바이잔어(Azərbaycan dili)는 아제르바이잔의 공용어이다. 비공식적으로는 아제리어(Azərbaycanca), 아제르바이잔 튀르크어(Azərbaycan Türkcəsi)라고도 부른다. 아제르바이잔 공화국과 이란의 아제르바이잔 지역에서 두 가지 방언으로 사용되는 투르크어 계열의 언어이다. 두 방언의 주요 차이점은 러시아어, 페르시아어, 아랍어 및 영어 외래어의 발음과 몇 가지 문법적 차이에 있다. 아제르바이잔 터키어는 아제르바이잔 공화국과 다게스탄의 공식 언어이다. 러시아 연방이 승인한 공식 언어 중 하나이다.

## 문자
1928년까지는 아랍 문자가, 1929년에 라틴 문자가 채택되었으나 1939년부터 라틴 문자는 통제당하고 키릴 문자가 공식 문자가 되었다(이는 튀르키예어처럼 라틴 문자를 원하는 아제리인들이 원하지 않은 비합법적인 것이었다.). 1991년에야 다시 라틴 문자가 공식 문자가 되고 키릴 문자는 러시아 식민주의의 잔재라 하여 금지되었지만, 특히 다게스탄 공화국에서는 지금도 키릴 문자가 사용되고 있다. 이란에서는 아랍 문자를 쓴다.

## 튀르키예어와의 연관성
아제르바이잔어는 튀르키예어와 같은 남서튀르크어파(오우즈어파)에 속하며 어휘도 80% 이상 유사하여 통역 없이도 의사소통이 가능한 수준이다. 일례로 1934년 튀르키예와 이란 간의 정상회담에서 튀르키예의 무스타파 케말 아타튀르크와 이란의 레자 샤는 통역 없이 각각 튀르키예어와 아제르바이잔어를 사용해 회담을 하였다.

## 방언
- 아제르바이잔어(북부 방언)1

아제르바이잔, 다게스탄 공화국 남부, 카스피해 연안과 남 캅카스산맥, 아르메니아, 에스토니아, 조지아, 카자흐스탄, 키르기스스탄, 러시아(시베리아), 투르크메니스탄, 우즈베키스탄
- 아제르바이잔어(남부 방언) 2

이란의 아자르바이잔에샤르키주와 아자르바이잔에가르비주, 아르다빌주, 잔잔주, 마르카지주 일부, 테헤란, 파르스주, 아프가니스탄, 아제르바이잔, 이라크, 요르단, 시리아, 터키(아시아 지역), 미국

## 아제르바이잔어 배우기
- 사랑합니다!: 맨 새니 세비램!(Mən səni sevirəm!)
- 안녕하십니까?: 페르시아어로 살람?(Salam?)
- 몇 살입니까?: 네채 야시은 바르?(Neçə yaşın var?)
- 또 만납시다!: 괴뤼새릭!(Görüsərik!)
- 우리는 하느님을 믿는다.: 알라하 이만 에대릭.(Allaha iman edərik)
- 저의 이름은 아흐메트이다.: 매님 아듬 애흐맷디르.(Mənim adım Əhməddir)
- 잘 지냈습니까?: 네재샌?(Necəsən?)
- 예: Hə / Bəli (해 / 밸리)
- 아니요: 요흐(Yox)
- 만나서 반갑습니다!: 괴뤼슈매얘 샤드 올둠!(Görüşməyə şad oldum!)
- 이름이 무엇입니까?: 아드느즈 내디르?(Adınız nədir?)